# Espagne aux Jeux olympiques d'été de 1996
L'Espagne participe aux Jeux olympiques d'été de 1996 à Atlanta aux États-Unis du 19 juillet au 4 août 1996. Pour sa dix-huitième participation à des Jeux olympiques d'été, la délégation espagnole est composée de 289 sportifs répartis dans 22 disciplines.

## Liste des médaillés espagnols

### Médailles d'or
| Sport              | Discipline                                       | Sportifs | Performance     |
| ------------------ | ------------------------------------------------ | --- | --------------- |
| Médailles d'or : 5 |                                                  | |                 |
| Cyclisme           | Contre-la-montre (H)                             | Miguel Indurain | 1 h 04 min 05 s |
| Gymnastique        | Épreuve par équipes de gymnastique rythmique (F) | Marta Baldó Marín Nuria Cabanillas Provencio Estela Giménez Cid Lorena Guréndez García Tania Lamarca Celada Estíbaliz Martínez Yerro                                                          | 38,933          |
| Voile              | Tornado (H)                                      | José Luis Ballester Tultesa Fernando Leon | 30 pts          |
| Voile              | 470 (F)                                          | Begoña Vía Dufresne Theresa Zabell | 25 pts          |
| Water-polo         | Épreuve masculine                                | Josep María Abarca Ángel Andreo Daniel Ballart Pedro Francisco García Salvador Gómez Manuel Estiarte Iván Moro Miguel Ángel Oca Jorge Payá Sergi Pedrerol Jesús Rollán Jordi Sans Carles Sans |                 |

### Médailles d'argent
| Sport                  | Discipline           | Sportifs | Performance     |
| ---------------------- | -------------------- | --- | --------------- |
| Médailles d'argent : 6 |                      | |                 |
| Athlétisme             | 1500 mètres (H)      | Fermín Cacho | 3 min 36 s 40   |
| Cyclisme               | Contre-la-montre (H) | Abraham Olano | 1 h 04 min 17 s |
| Hockey sur gazon       | Tournoi masculin     | Jaime Amat Pablo Amat Javier Arnau Jordi Arnau Oscar Barrena Ignacio Cobos Juan Dinarés Juan Escarré Xavier Escudé Juantxo García-Mauriño Antonio González Ramón Jufresa Joaquín Malgosa Victor Pujol Ramón Sala Pablo Usoz |                 |
| Judo                   | Plus de 100 kg (H)   | Ernesto Pérez |                 |
| Tennis                 | Simple (H)           | Sergi Bruguera |                 |
| Tennis                 | Simple (F)           | Arantxa Sánchez Vicario |                 |

### Médailles de bronze
| Sport                   | Discipline              | Sportifs | Performance     |
| ----------------------- | ----------------------- | --- | --------------- |
| Médailles de bronze : 6 |                         | |                 |
| Athlétisme              | 50 km marche (H)        | Valentí Massana | 3 h 44 min 19 s |
| Boxe                    | Mi mouches (-48 kg) (H) | Rafael Lozano |                 |
| Handball                | Tournoi masculin        | Jaume Fort Mauri Demetrio Lozano Salvador Esquer Rafael Guijosa Fernando Hernandez Raúl González Iñaki Urdangarin Jesús Olalla Mateo Garralda Talant Dujshebaev Jesus Fernandez Alberto Urdiales Jordi Núñez Juancho Pérez José Javier Hombrados Aitor Etxaburu |                 |
| Judo                    | Moins de 48 kg (F)      | Yolanda Soler |                 |
| Judo                    | Moins de 56 kg (F)      | Isabel Fernández |                 |
| Tennis                  | Double (F)              | Conchita Martínez Arantxa Sánchez Vicario |                 |